# Llengua zuni
El zuni és la llengua parlada pel poble zuñi al sud-oest dels Estats Units d'Amèrica. La llengua té al voltant de 9.500 parlants arreu del món, la majoria a prop de Zuni Pueblo, a l'oest de l'estat de Nou Mèxic i uns pocs en l'estat d'Arizona.
A diferència de la situació de la majoria de llengües indígenes d'Amèrica, el zuni és parlat en la vida diària de la seva comunitat, incloent pels nens, fent-lo, comparativament, menys amenaçat. Segons la recerca d'Edward Ladd, el zuni continua ser la llengua primària de la casa dins el Pueblo.
En zuni, la llengua mateixa es diu shiwiʼma (shiwi "poble Zuni" + -ʼma "vernacle"). Els parlants són els ʼaːshiwi (ʼaː(w)- "plural" + shiwi).

## Classificació
La llengua zuni es considera una llengua aïllada -- una llengua no demostrada tenir cap lligam genètic amb una altra llengua viva. S'han proposat diversos enllaços amb altres famílies, però cap d'aquests ha rebut acceptació general.
La hipòtesi més clarament articulat és la de Newman (1964), que la connectà amb la macrofamília penutiana,

una macrofamília generalment considerada molt especulativa, sense evidència legítima per a defendre la seva existència. Segons Goddard (1996), Newman va pretendre que la seva obra fou entesa com a parcialment humorística, a causa dels problemes en el camp d'estudis penutians. Els cognats que emprà Newman mostraven problemes típics en la lingüística comparativa, com ara la comparació de formes freqüentment preses d'altres llengües (p.e. "tabac"), formes amb significats molt distints (p. ex. "dolent" i "escombraries", "cavall" i "casc de cavall"), formes infantils (les quals tenen la tendència semblar-se molt fins en llengües no emparentades), i formes onomatopeiques.
Edward Sapir va incloure el zuni, amb dubtes, en la família proposta utoasteca-tano (la qual uneix les famílies uto-asteca i kiowa-tano) en 1929, sense proves convincents, i els estudis més recents d'astec-tano no inclouen el zuni.
Karl-Heinz Gursky publicà evidències no convincent per un grup keres-zuni. J.P. Harrington escriví un article no publicat amb el títol "Zuni descobert ser hokà". La família hoka mateixa es considera completament no provada i actualment la comunitat de lingüistes històriques és molt escèptica que constitueix un grup vàlid.

## Fenòmens de contacte lingüístic
Les tribus Pueblo, degut a una llarga història de contacte entre si, s'han influït les llengües, formant una àrea lingüística en què diverses llengües no emparentades es van barrejar. Hi ha diversos trets compartits amb les llengües kiowa-tano, keres, hopi, i navaho. Les consonants ejectives del zuni són freqüentment atribuïdes al contacte, atès que no té un sistema complet d'ejectives mentre que les llengües keres i kiowa-tano sí que ho tenen. Ha sigut proposat que el sistema vocàlic de les altres llengües Pueblo -- el sistema comú de cinc vocals -- va ser introduït pel zuni. El nombre dual i el so velar labialitzat /kʷ/ també són, segons alguns lingüistes, el resultat del contacte.

## Fonologia

### Consonants
|            |            | Bilabial | Dental / Alveolar | Dental / Alveolar | Post- alveolar | Palatal | Velar | Velar | Glotal |
| Central    | Lateral    | Bilabial | No labial         | Labial            | Post- alveolar | Palatal |       |       | Glotal |
| ---------- | ---------- | -------- | ----------------- | ----------------- | -------------- | ------- | ----- | ----- | ------ |
| Oclusiva   | Plosiva    | p        | t                 |                   |                | (kʲ)    | k     | kʷ    | ʔ      |
| Oclusiva   | Ejectiva   |          |                   |                   |                |         | (kʼ)  | (kʼʷ) |        |
| Africada   | Plosiva    |          | ts                |                   | tʃ             |         |       |       |        |
| Africada   | Ejectiva   |          | (tsʼ)             |                   | (tʃʼ)          |         |       |       |        |
| Fricativa  | Fricativa  |          | s                 | ɬ                 | ʃ              |         |       |       | h      |
| Nasal      | Nasal      | m        | n                 |                   |                |         |       |       |        |
| Aproximant | Aproximant |          |                   | l                 |                | j       |       | w     |        |

Els sons en parèntesis no apareixen en totes les anàlisis fonològiques. El /kʲ/ (realitzat en la parla com a [c]) no és contrastiu amb /k/ en paraules natives; els velars tenen al·lòfons palatals quan precedeixen vocals no posteriors. Però hi ha algunes paraules preses en les quals la seqüència [ka] apareix, un tal sent la molt comuna /melika/, "estatunidenc blanc", derivat de l'anglès America. Ocasionalment hom argumenta que les ejectives, també, no són fonèmiques, sinó seqüències de C + /ʔ/. Les ejectives són menys comunes en zuni que en les altres idiomes dels Pueblo, i és probable que zuni les va adquirir com a resultat de contacte lingüístic.
Les consonants demostren un contraste de quantitat en zuni. Algunes anàlisis tracten les consonants llargues com simples seqüències de dos sons idèntics -- per tant analitzen [kː] com /k/ + /k/. Altres fonòlegs proposen que zuni té un cronema, una unitat abstracte en el sistema de sons que té l'efecte d'allargar un so. Així, [kː] hauria de ser analitzat com /k/ + /ː/.

### Vocals
|            | Anterior | Posterior |
| ---------- | -------- | --------- |
| Tancada    | i        | u         |
| Semioberta | ɛ        | ɔ         |
| Oberta     | a        | a         |

Les vocals, com les consonants, es distingeixen en quantitat, i és argumentat si l'anàlisi fonèmic hauria de representar-les o bé com a seqüències de la mateixa vocal, o bé si han de ser considerat combinacions d'una vocal i un cronema. En la parla ràpida les semiobertes /ɛː/ i /ɔː/ poden ser tancats a [eː, oː] però les altres vocals llargues demostren poca variació articulatòria. En síl·labes inaccentuades les vocals tancades es poden realitzar com variants quasitancades, [ɪ, ʊ]. Un reportatge indica que la /a/ és realitzada com [æ] després de /k/. El sistema de cinc vocals és típic de les llengües de l'àrea lingüística Pueblo.

### Fonotàctica i prosòdia
La síl·laba zuni té la forma C1(C₂)V(ː)(C₃)(C₄), fent que la síl·laba mínima sigui CV. Els únics grups consonàntics possibles són /ts, tʃ, k, kʷ/ + /ʔ/. Vocals llargues poden aparèixer en síl·labes obertes -- les que acaben en vocal -- o en síl·labes que acaben en només una consonant. Si la coda sil·làbica té dues consonants, el nucli només pot ser una vocal curta.
Dins d'una paraula, després d'una síl·laba que acaba en VːC o VCC, l'atac de la síl·laba següent només pot ser /ʔ/; després d'altres síl·labes qualsevol combinació lícita pot ocórrer.
La primera síl·laba d'una paraula és la que duu accent prosòdic; si la seva nucli és curta, és allargada. Les paraules gramaticals, incloent els pronoms, no duen accent, excepte quan van al principi d'una clàusula.

## Ortografia
L'alfabet zuni té dinou lletres:
A, B, D, CH, E, H, I, K, L, Ł, M, N, O, P, S, T, U, W, Y
Les altres lletres romanes són utilitzats per a escriure préstecs; la C no s'usa llevat en el dígraf CH. Altres digrafs inclouen SH. Ł indica /ɬ/, la fricativa lateral sorda. El grafema ’ s'usa per /ʔ/, l'oclusiva glotal, però se l'omet al principi d'una paraula, perquè no és necessària, atès que l'estructura sil·làbica de zuni no permet síl·labes sense atac consonantic; per això, el lector pot suposar que qualsevol paraula que comença amb una vocal quan escrida realment comença amb /ʔ/. Aquest símbol no es considera una lletra (encara que en altres llengües, com ara el hawaià, tracten aquest símbol com lletres). El símbol : s'usa per indicar un so llarg, un ús pres de l'AFI.

## Gramàtica
L'ordre de paraules en oracions en zuni és generalment llibre; l'ordre canònica dels sintagmes és SOV. Els substantius porten poca flexió, mentre que els verbs porten morfologia complexa. Existeixen tres nombres gramaticals, singular, dual, i plural. Els pronoms personals distingeixen tres casos: nominatiu, oblic, i possessiu, encara que els substantius no porten inflexió de cas. La forma del pronom canvia si es col·loca al fi d'una oració.